# Iglesia de Cristo (Bray)
La iglesia de Cristo es un templo de comunión anglicana perteneciente a la Iglesia de Irlanda, situado en la calle Church Road sobre una elevación, Rock of Bray (roca de Bray), detrás del antiguo ayuntamiento en Bray (Condado de Wicklow), Irlanda.

## Historia
La iglesia fue construida en 1863 en estilo neogótico irlandés. Está construida en  granito, abundante en los alrededores de Bray, en un estilo francés sencillo con elementos, como los ventanales, influidos por el estilo medieval irlandés.
Fue consagrada el 25 de julio de 1863, día de San Jaime, sin la torre-campanario, esta se inició en 1865 pero su finalización se retrasó hasta 1870, debido a varias tormentas. cuenta con 53.3 metros (175 pies) de altura, con pináculos, un tambor octogonal y una aguja que lo remata. Puede ser observada desde los alrededores y desde el paseo marítimo de Bray y desde la montaña de Bray Head. 
En los siguientes diez años la torre permaneció vacía hasta que fueron instaladas ocho campanas. Se dice que el ímpetu para realizar la colecta para el remate de las campanas proviene de la visita a Bray en 1877 del primer ministro británico William Ewart Gladstone que dijo: Es muy noble la torre de la iglesia, pero no debería de estar en silencio. Las campanas sonaron por primera vez en 1881 y siguen repicando cada año en la medianoche del 31 de diciembre para dar la bienvenida al año nuevo. Han sido descritas como uno de los repiques más finos de toda Irlanda.
La iglesia tiene un amplio coro, en el que se disponen voces mixtas de niños y adultos los domingos.
El órgano de la iglesia, en estilo romántico inglés tardío fue fabricado por "Peter Conacher y Co." en 1911. Cuenta con 30 registros, tres teclados y pedales y es el órgano más grande del condado de Wicklow. En la actualidad la empresa irlandesa Trevor Crowe Ltd lo está restaurando.
En el exterior de la iglesia se hallaba un antiguo cementerio anexo de pequeñas dimensiones, que pertenecía al propio templo.